# Anolis albimaculatus
Anolis albimaculatus este o specie de șopârle din genul Anolis, familia Polychrotidae, descrisă de Henle și Ehrl 1991.
Este endemică în Peru. Conform Catalogue of Life specia Anolis albimaculatus nu are subspecii cunoscute.